# Ayyampalayam
Ayyampalayam è una suddivisione dell'India, classificata come town panchayat, di 12.131 abitanti, situata nel distretto di Dindigul, nello stato federato del Tamil Nadu. In base al numero di abitanti la città rientra nella classe IV (da 10.000 a 19.999 persone).

## Geografia fisica
La città è situata a 10° 15' 21 N e 77° 44' 20 E.

## Società

### Evoluzione demografica
Al censimento del 2001 la popolazione di Ayyampalayam assommava a 12.131 persone, delle quali 6.072 maschi e 6.059 femmine. I bambini di età inferiore o uguale ai sei anni assommavano a 1.276, dei quali 657 maschi e 619 femmine. Infine, coloro che erano in grado di saper almeno leggere e scrivere erano 7.467, dei quali 4.212 maschi e 3.255 femmine.